# Emmanuel Didier
Vous pouvez aider à l'améliorer ou bien discuter des problèmes sur sa page de discussion.
- Il ne s’appuie pas, ou pas assez, sur des sources secondaires ou tertiaires. (Marqué depuis avril 2022)
- Son texte doit être wikifié : il ne correspond pas à la mise en forme Wikipédia (style, typographie, liens internes, liens entre les wikis, etc.). (Marqué depuis avril 2022)

- Archive Wikiwix
- Bing
- Cairn
- DuckDuckGo
- E. Universalis
- Gallica
- Google
- G. Books
- G. News
- G. Scholar
- Persée
- Qwant
- (zh) Baidu
- (ru) Yandex
- (wd) trouver des œuvres sur Wikidata

Pour les articles homonymes, voir Didier.
Emmanuel Didier est un sociologue français, spécialiste de Sociologie de la quantification ou socio-histoire de la quantification. Il est à l'origine, avec Isabelle Bruno et Julien Prévieux, de la théorie du "Statactivisme".
Il est directeur de recherche au CNRS, membre du Centre Maurice-Halbwachs (ENS et EHESS). Il est directeur de l'Institut Santé Numérique et société au sein de PariSanté Campus. Il est professeur attaché à l'Université PSL et directeur du programme Médecine-Humanités de l’École normale supérieure 
Il est membre du Comité consultatif national d'éthique.
Il est rédacteur en chef de la revue Statistique et société depuis 2012.

## Biographie
Emmanuel Didier a étudié la sociologie à l'École normale supérieure (Ulm), la statistique à l'École nationale de la statistique et de l'administration économique (ENSAE) et l'histoire des sciences à l'université Harvard.
Il s'est ensuite engagé dans un doctorat de sociologie à l'École des Mines de Paris sous la direction de Bruno Latour, Luc Boltanski et Alain Desrosières au cours duquel il a étudié réflexivement la quantification comme instrument de gouvernement. Son premier livre en est tiré. Intitulé En quoi consiste l'Amérique, il porte sur l'invention des sondages aléatoires aux États-Unis et démontre que cette nouvelle techniques a été co-construite en même temps que les politiques interventionnistes du New Deal. La technique statistique est intimement liée à une forme d'intervention du gouvernement dans l'économie. Ce livre est paru sous une version remaniée et adaptée en 2020 chez MIT Press sous le titre America by the Numbers.
Recruté au CNRS en 2005, il est d'abord membre du CESDIP, puis du Groupe de sociologie politique et morale dont il devient directeur adjoint en 2012. Il s'intéresse à la "Politique du chiffre", c'est-à-dire à l'usage massif d'indicateurs et d'objectifs quantifiés pour gouverner la police de sécurité publique utilisés pendant les années 1990 - 2000. Cette enquête a donné lieu à un second livre, rédigé avec Isabelle Bruno, intitulé Benchmarking, dans lequel ils explorent les techniques quantitatives de gouvernement de plusieurs administrations publiques - police, hôpital et enseignement supérieur et recherche - et analysent leurs effets souvent néfastes.
Désireux cependant de démontrer aussi la puissance positive des chiffres, il a édité avec la politiste Isabelle Bruno et l'artiste Julien Prévieux le livre intitulé Statactivisme, regroupant des travaux d'universitaires, de militants et d'artistes qui utilisent les nombres pour s'opposer au pouvoir ou pour faire exister des causes négligées par les autorités.
Entre juillet 2014 et septembre 2016, il s'installe aux États-Unis pour fonder Epidapo, une unité mixte du CNRS implantée à UCLA, dont il est directeur adjoint. Il y a ouvert un nouveau chantier sur la politique des données de santé. Depuis, il travaille sur la santé numérique, c'est-à-dire sur les transformations opérées par le développement des technologies du numérique sur le système de soin. Il explore en particulier le phénomène des fake news concernant la santé, les effets sociaux des projets de centralisation des données de santé dans des plateformes numériques, ou encore les transformations du diagnostic médical opéré par le recours à l'intelligence artificielle.
En 2018 il soutient son Habilitation à diriger des recherches sous la direction de Florence Weber à l'École normale supérieure rue d’Ulm. Il y propose une théorie générale et ramassée du lien entre politique et quantification qui a été publiée en Anglais sous le titre de Quantitative Marbling, New Conceptual Tools for the Socio-history of Quantification, Anton Wilhelm Amo Lectures n°7, Martin-Luther-Universitat Halle-Wittenberg press. Il est nommé directeur de recherche au CNRS l'année suivante.
En 2019 il est nommé membre du Comité consultatif national d'éthique et du Conseil français de l'Intégrité scientifique. Il est signataire de la motion de réserve à l'avis 139 du CCNE (portant sur les "questions éthiques relatives aux situations de fin de vie : autonomie et solidarité"), qui s'oppose à une évolution législative sur l’aide active à mourir.
Ses travaux se développent ensuite au sein de l'Institut Santé numérique et Société dont il est directeur, qui est membre de PariSanté Campus. Il travaille sur le rôle de l'éthique, qui se développe avec une puissance surprenante, dans les évolutions de la santé numérique.

### Collaborations internationales
Emmanuel Didier a établi de nombreuses et riches collaborations internationales aux États-Unis : Harvard où il était visiting scholar pendant 16 mois en 1996-1997, l'Université de Chicago où il a été invited lecturer en 2008, UCLA où il était visiting professor entre  2014 et 2016 ; en Allemagne où il a été fellow au MPIWG en 2001 et 2006 et au Wiko en 2013, ainsi que dans bien d'autres pays : l’Égypte où il a travaillé au CEDEJ, l'Argentine où il a enseigné à l'Université de Buenos Aires, le Brésil où il a donné une série de conférences dans plusieurs universités.
Il est le fondateur de la Society for the Social Studies of Quantification (SSSQ) qui est un réseau international associant UCLA, l'Université Northwestern, la LSE  et Wits University en Afrique du Sud et qui est ouvert à tous.

## Publications

### Livres
- Emmanuel Didier, Theodore M. Porter et Priya Vari Sen, America by the numbers: quantification, democracy, and the birth of national statistics, Cambridge, Massachusetts, coll. « Infrastructure series », 2020 (ISBN 978-0-262-53837-4)
- Isabelle Bruno, Emmanuel Didier et Julien Prévieux, Statactivisme: comment lutter avec des nombres, Paris, Zones, 2014 (ISBN 978-2-35522-054-8)
- Alain Desrosières et Emmanuel Didier, Prouver et gouverner: une analyse politique des statistiques publiques, Paris, La Découverte, 2014 (ISBN 978-2-7071-7895-4)
- Isabelle Bruno et Emmanuel Didier, Benchmarking: l'État sous pression statistique, Paris, Zones, 2013 (ISBN 978-2-35522-033-3)
- Emmanuel Didier, En quoi consiste l'Amérique? les statistiques, le New Deal et la démocratie, Paris, Découverte, coll. « Textes à l'appui. Série "Anthropologie des sciences et des techniques" », 2009 (ISBN 978-2-7071-5708-9)
- Emmanuel Didier, Quantitative marbling, Halle (Saale), Martin-Luther-Universität Halle-Wittenberg, coll. « Anton Wilhelm Amo lectures », 2021 (ISBN 978-3-96670-063-4)